# Lelow
Lelow – dynastia chasydzka z Lelowa, której założycielem był cadyk Dawid Biderman (ur. 1746 Lelów, zm. 1814 tamże), jeden z najbardziej znanych ówcześnie cadyków na ziemiach polskich. 
Myśli Bidermana cytowane są do dziś przez chasydów na całym świecie. Jego grób znajdujący się w Lelowie jest miejscem corocznych pielgrzymek chasydów.

## Wielcy Rabini
- Wielki Rabin Dawid Biderman z Lelowa (1746-1814)
  - Wielki Rabin Mosze Biderman z Lelowa (1776-1851)
    - Wielki Rabin Eleazar Mendel Biderman z Lelowa (1827-1882)
      - Wielki Rabin Dawid Cwi Szlomo Biderman z Lelowa (1843-1918)
        - Wielki Rabin Szymon Nosson Nata Biderman z Lelowa (1870-1930)
          - Wielki Rabin Pinchas Chaim Biderman z Lelowa
          - Wielki Rabin Jakob Itzchaak Biderman z Lelowa (1907-1981)
            - Wielki Rabin Szymon Nosson Nata Biderman z Lelowa-Jerozolimy (1930-2004)

          - Wielki Rabin Mosze Mordechaj Biderman z Lelowa (1903-1987)
            - Wielki Rabin Avrohom Mordechaj Szlomo Biderman z Lelowa-Jerozolimy
              - Wielki Rabin Itzchaak Meir Biderman z Lelowa-Jerozolimy
              - Wielki Rabin Dawid Cwi Szlomo Biderman z Lelowa w Ameryce
              - Wielki Rabin Szymon Nosson Nata Biderman z Lelowa-Beitaru

            - Wielki Rabin Szimon Noson Nota Biderman z Lelowa-Bnei Brak (1931-2009)
            - Wielki Rabin Alter Eleazar Biderman z Lelowa w Bnei Brak (1935-2001)
            - Rabin Y. D. Biderman